# YF-100

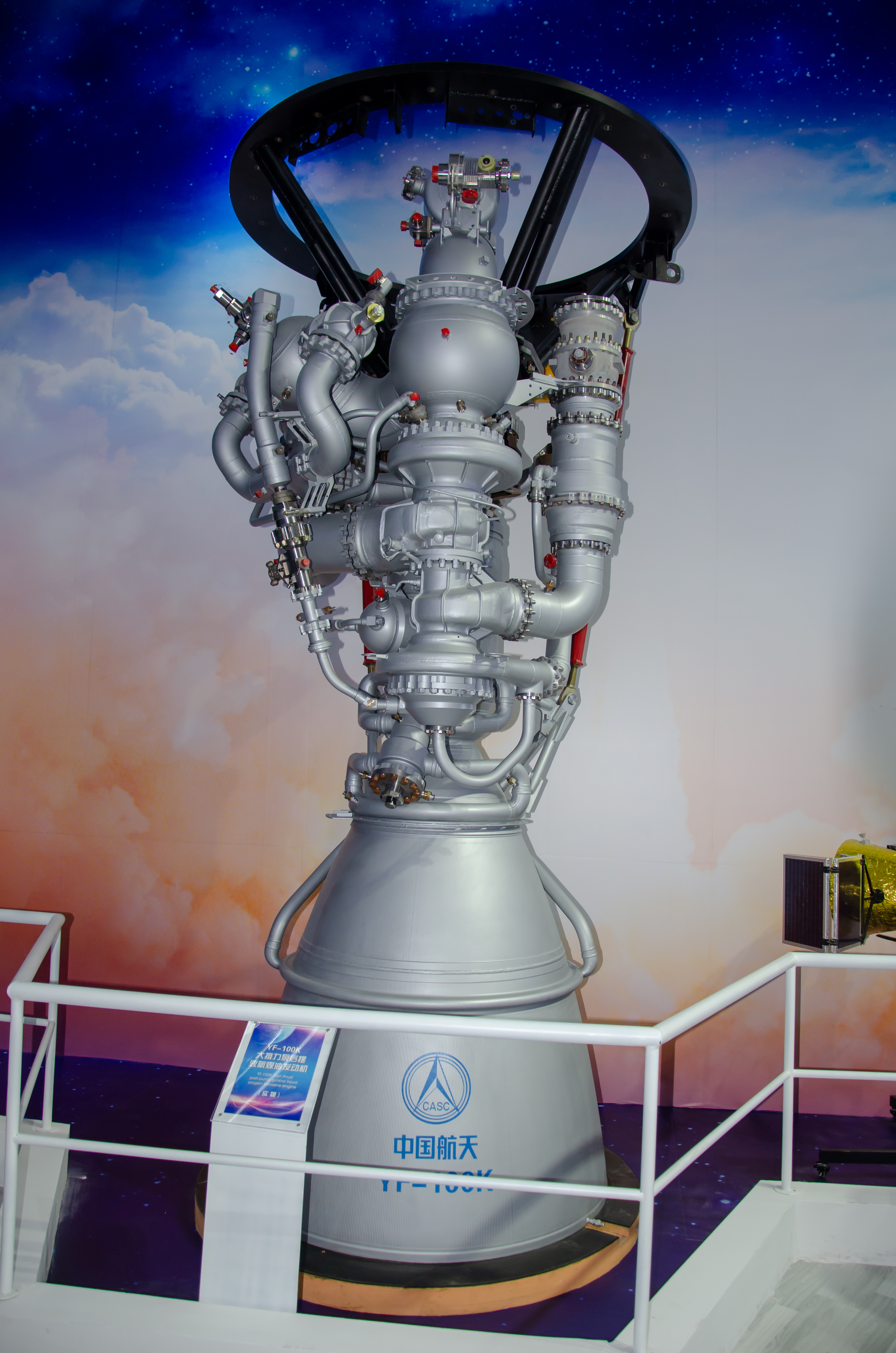
O motor YF-100K

O YF-100  é um motor de foguete de combustível líquido chinês queimando LOX e RP-1 num ciclo de combustão em estágios rico em oxidante.
O desenvolvimento do YF-100 teve início nos anos 2000 a partir de seu "irmão", o YF-115, que iria equipar os estágios superiores do LM-6 e do LM-7.
Um motor de foguete eficiente e de grande empuxo, era um objetivo antigo (desde a década de 1980) do governo da China, mas o projeto de um motor com essas características só pode ser iniciado, quando eles obtiveram o motor  RD-120 da Rússia no início da década de 1990, logo após o colapso da União Soviética.
Ele foi o primeiro motor chinês a adotar o ciclo de combustão em estágios e o mais potente até então. Em julho de 2012, o motor foi acionado durante 200 segundos gerando 120 toneladas de empuxo. Em 28 de maio de 2012 o National Defense Science and Industry Bureau certificou o motor.
O motor está previsto para uso no primeiro estágio da próxima geração de veículos de lançamento chineses, o Longa Marcha 5, o Longa Marcha 6 e o Longa Marcha 7. O voo de estreia do motor no Longa Marcha 6, ocorreu em 20 de setembro de 2015.